# YOU & I (清水翔太の曲)
「YOU & I」（ユー アンド アイ）は、2011年1月26日に発売された日本の歌手・清水翔太の9枚目のシングル。

## 収録曲
CD
1. YOU & I
  - 作詞・作曲：清水翔太／編曲：村山晋一郎
2. 君の声
  - 作詞・作曲：清水翔太／編曲：村山晋一郎
3. 君が好き〜Acoustic Version〜
  - 作詞・作曲：清水翔太／編曲：MANABOON
4. YOU & I-instrumental-

DVD
初回生産限定盤のみ
1. 君が暮らす街  (Music Video)
2. Journey at N.Y. 2010

## タイアップ
- ソニー ウォークマン 地上波CMタイアップソング。初回限定盤は「君が暮らす街」MV/NYドキュメント映像を収録したDVD付き